# 厚绒黄鹌
厚绒黄鹌（学名：Youngia fusca），为菊科黄鹌菜属下的一个植物种。